# Saint-Pierre-d'Argençon
 Saint-Pierre-d'Argençon  es una población y comuna francesa, situada en la región de Provenza-Alpes-Costa Azul, departamento de Altos Alpes, en el distrito de Gap y cantón de Aspres-sur-Buëch.

## Demografía
| 164 | 151 | 136 | 147 | 141 | 150 |
| Para los censos de 1962 a 1999 la población legal corresponde a la población sin duplicidades (Fuente: INSEE [Consultar]) |     |     |     |     |     |